# Plagodis illinoiaria
Plagodis illinoiaria är en fjärilsart som beskrevs av Munroe 1959. Plagodis illinoiaria ingår i släktet Plagodis och familjen mätare. Inga underarter finns listade i Catalogue of Life.